# Brachymystax
Brachymystax Günther, 1866 è un genere di pesci ossei della famiglia dei Salmonidi. È presente in laghi e fiumi di Mongolia, Kazakistan, gran parte della Siberia, Cina settentrionale e Corea.

## Specie
Il genere comprende tre specie generalmente riconosciute:
- Brachymystax lenok (Pallas, 1773)[3] – lenok;
- Brachymystax savinovi Mitrofanov, 1959;
- Brachymystax tumensis Mori, 1930.[3]

Una quarta specie, Brachymystax tsinlingensis Li, 1966, è stata nuovamente descritta come specie separata nel 2015. In precedenza, tutti i rappresentanti del genere venivano classificati in un'unica specie, B. lenok, ma a causa di differenze morfologiche e genetiche B. tumensis è stata classificata come specie separata. Tuttavia, le due specie possono ibridarsi. La validità di B. savinovi è discussa e spesso il nome viene considerato sinonimo di B. lenok.

## Descrizione
Il muso dei rappresentanti di questo genere può essere appuntito (B. lenok) o smussato (B. tumensis). Il corpo, relativamente rotondeggiante, è screziato di marrone scuro. Le pinne pelviche sono generalmente rossastre e quelle pettorali giallastre. Possono raggiungere un peso massimo di 15 kg e una lunghezza di 105 cm.

## Distribuzione e habitat
Questi pesci prediligono le zone più fredde e il corso superiore dei fiumi, ma si incontrano anche in laghi come il Bajkal.
La specie B. lenok come viene intesa attualmente è diffusa nella Russia centrale e orientale, ma è presente anche nella Mongolia settentrionale e localmente nel bacino idrografico dell'Irtyš in Kazakistan e dell'Amur nella Cina nord-orientale. Durante il Pleistocene una popolazione di lenok rimase confinata nell'entroterra della Corea.
B. tumensis è diffuso in gran parte della Russia sud-orientale e, localmente, nelle zone nord-orientali e centrali del paese, nonché nel nord-est della Mongolia (Amur) e nel nord della Cina e della Corea. Sebbene le due specie vivano generalmente in habitat diversi, in alcune zone, come nel bacino dell'Amur, i loro areali si sovrappongono.
La specie B. tsinlingensis, descritta recentemente, è endemica dei monti Qin Ling, dove è presente sia nel bacino del Fiume Giallo che in quello dello Yangtze.

## Conservazione
Sebbene sia una specie molto diffusa, il lenok è a rischio di estinzione in Corea del Sud a causa della distruzione dell'habitat. Anche in Cina la popolazione è notevolmente diminuita.